# Джорджевич, Йован
Йо́ван Джо́рджевич (серб. Јован Ђорђевић; 13 ноября 1826, Сента — 9 апреля 1900, Белград) — сербский писатель, историк и театровед, переводчик, педагог.
Занимал должность министра просвещения, был профессором истории Белградского университета, редактором газет и журналов.
По его инициативе в 1861 году был создан Сербский народный театр в Нови-Саде — первый сербский театр. С 1868 года возглавлял белградский Народный театр (открыт в 1869 году), тогда же организовал актёрскую школу. Благодаря Джорджевичу в 1870 году в Сербии впервые был принят закон о театре.
Писал статьи о театре, переводил пьесы с венгерского и немецкого языков. Автор слов гимна Сербии.